# Ortenberg (Hessen)
Ortenberg is een plaats in de Duitse deelstaat Hessen, gelegen in de Wetteraukreis. Ortenberg telt 8.973 inwoners.
Ortenberg heeft een oppervlakte van 54,7 km² en ligt in het centrum van Duitsland, iets ten westen van het geografisch middelpunt.
In het stadsdeel Lißberg bevindt zich het Muziekinstrumentenmuseum met een grote collectie draailieren, doedelzakken en verschillende andere, eeuwenoude stukken.
Altenstadt ·
Bad Nauheim ·
Bad Vilbel ·
Büdingen ·
Butzbach ·
Echzell ·
Florstadt ·
Friedberg (Hessen) ·
Gedern ·
Glauburg ·
Hirzenhain ·
Karben ·
Kefenrod ·
Limeshain ·
Münzenberg ·
Nidda ·
Niddatal ·
Ober-Mörlen ·
Ortenberg ·
Ranstadt ·
Reichelsheim (Wetterau) ·
Rockenberg ·
Rosbach v.d. Höhe ·
Wölfersheim ·
Wöllstadt